# Sophie de Choiseul-Gouffier
La comtesse Sophie de Choiseul-Gouffier née Zofia Tyzenhauz (en lituanien, Sofija Tyzenhauzaitė de Šuazel-Gufjė), née vers 1790 près de Lida, ville faisant alors partie de la république des Deux Nations (réunion de la Pologne et de la Lituanie de 1569 à 1795) mais située au XXIe siècle en Biélorussie, morte le 21 mai 1878 à Nice, est une romancière et mémorialiste polono-lituanienne de langue française.

## Biographie
Par son père, Ignacy Tyzenhauz (1760-1822), général de division qui dirigea la garde de Lituanie et occupa la fonction de staroste, elle descend de la famille von Tiesenhausen, vieille famille de la noblesse germano-balte venue en Livonie avec les chevaliers teutoniques au XIIIe siècle. Elle est ainsi une lointaine cousine de Ferdinand von Tiesenhausen (1782-1805), gendre du maréchal Koutouzov aide de camp du tsar Alexandre Ier, tué à la bataille d'Austerlitz, et donc de sa fille Dolly de Ficquelmont (1804-1863), mémorialiste.
Sa mère, Maria Przezdziecka (1762-1843), est la fille d'Antoni Przezdziecki (1718-1772), vice-chancelier du grand-duché de Lituanie. Dans ce milieu aristocratique, on parle le français, qui constitue ainsi sa langue maternelle.
Après avoir été demoiselle d'honneur de l'impératrice russe Élisabeth Alexeïevna de Russie,,  elle se marie le 3 février 1818 à Rokiškis (Lituanie) avec Antoine-Louis-Octave de Choiseul-Gouffier (1773, Paris – 1840, Florence), noble français émigré en Russie comme officier auprès de Catherine II, puis Paul Ier et Alexandre Ier, dont il fut chambellan, propriétaire du château de Plateliai, et divorcé de Victoria Potocka (1779-1826), demoiselle d'honneur de la cour de Russie. Son mariage permet à Sophie de Choiseul-Gouffier d'obtenir la nationalité française.

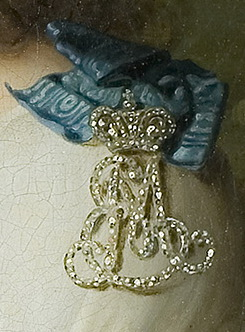
Chiffre en diamants des demoiselles d'honneur de la cour de Russie

En 1812 à Vilnius, après le franchissement du Niémen par la Grande Armée, elle décide d'arborer sur sa poitrine, durant sa présentation à Napoléon, qui la questionne à ce sujet, le chiffre en diamants des impératrices de Russie offert par le tsar. Cette décision est considérée sur le moment comme une faute par son entourage, puis ultérieurement comme un acte de bravoure, salué même par Napoléon. Cela deviendra une des raisons de sa réputation, notamment auprès du tsar et du général Koutouzov. Dans ses mémoires (Réminiscences...), elle raconte qu'Alexandre Ier l'a plusieurs fois invitée à danser, ce dernier acceptant d'être le parrain de son fils unique Alexandre. Elle rappelle sa double nationalité lituanienne et polonaise, tout en déplorant que Napoléon n'ait pas donné son indépendance à la Pologne vis-à-vis de la Russie. Elle relate aussi la retraite de Russie, le triste sort des débris de la Grande Armée et des prisonniers français.
Après les guerres des Sixième Coalition et Septième Coalition, la Restauration l'amène en France avec son époux, qui recevra le titre de comte-pair de France héréditaire en 1817, et elle est reçue aux Tuileries par le roi Louis XVIII qu'elle trouve peu aimable. En 1840, elle rencontre Alexandre Dumas à Florence.

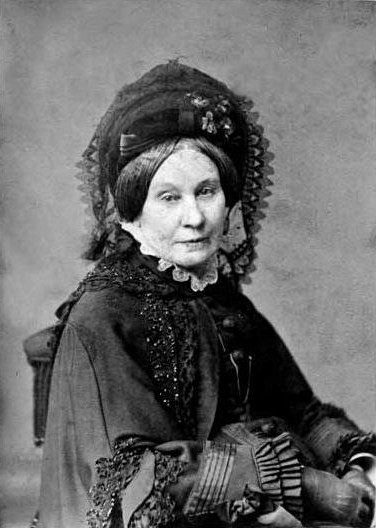
Sophie de Choiseul-Gouffier (1862)

Elle survit 38 ans à son mari, décédé en 1840 à Florence, et, après sa mort, vit à la belle saison, à Plateliai, dans l'actuelle Lituanie, sur un domaine provenant de sa belle-famille, dont elle fait reconstruire le manoir dans les années 1840. Pendant l'hiver, elle séjourne fréquemment en France, où elle meurt dans un hôtel de la Promenade des Anglais, à Nice, le 21 mai 1878. Elle est inhumée au cimetière polonais des Champeaux (division F, tombe 765) à Montmorency,.

## Ouvrages en français (sélection)
- Sophie de Tisenhaus Choiseul-Gouffier, Barbe Radziwill (Roman historique), Paris, Le Normant, 1820 (OCLC 830984754, BNF 30239261)
- Mme la Csse de Choiseul-Gouffier, Vladislas Jagellon et Hedwige : ou la réunion de la Lithuanie à la Pologne (1382) (Nouvelle historique), Paris, C. Gosselin, 1824 (OCLC 838180743, BNF 30239266)
- Mme la Csse de Choiseul-Gouffier, Le nain politique, t. 1 (Roman historique), Paris, C. Gosselin, 1826 (OCLC 763797812, lire en ligne)
- Mme la Csse de Choiseul-Gouffier, Le nain politique, t. 2 (Roman historique), Paris, C. Gosselin, 1826 (OCLC 763797302, lire en ligne)
- Mme la Csse de Choiseul-Gouffier, Le nain politique, t. 3 (Roman historique), Paris, C. Gosselin, 1826 (OCLC 763797201, lire en ligne)
- Mme la Csse de Choiseul-Gouffier, Le nain politique, t. 4 (Roman historique), Paris, C. Gosselin, 1826 (OCLC 763797794, lire en ligne)
- Mme la Csse de Choiseul-Gouffier, née Comtesse de Tisenhaus, Mémoires historiques sur l'empereur Alexandre et la cour de Russie, Paris, R. Leroux, 1829, 416 p. (OCLC 669198221, lire en ligne)
- Mme la Csse de Choiseul-Gouffier, Halina Oginska : ou, les suédois en Pologne, Paris, Charles Gosselin, 1839 (OCLC 755766532, BNF 30239262, présentation en ligne)
- Mme la Csse de Choiseul-Gouffier, née Comtesse de Tisenhaus, Réminiscences sur l'empereur Alexandre Ier et sur l'empereur Napoléon Ier, Besançon, Bonvalot, 1862, 392 p. (OCLC 1177132568, BNF 30239265, lire en ligne)